# Барашек Шон: Фермагеддон
«Бара́шек Шон: Фермагеддо́н» (англ. A Shaun the Sheep Movie: Farmageddon) — британская полнометражная анимационная комедия от студии Aardman Animations, созданная при помощи технологии stop-motion. Сиквел фильма «Барашек Шон». В центре сюжета — барашек по имени Шон, герой одноимённого мультсериала. Премьера фильма состоялась 26 сентября 2019 года в Австрии, Германии и Италии.

## Сюжет
Межгалактическое приключение самого известного барашка в мире!
После крушения «летающей тарелки» на Землю попадает милая и озорная инопланетная гостья по имени Лу-Ла. Здесь она обретает нового друга — Барашка Шона. Только он может помочь ей спастись от охотников за пришельцами и вернуться домой. Вместе им предстоит отправиться туда, куда ещё не ступало копытце ни одного барашка.

## Роли озвучивали
- Джастин Флетчер — Шон, Тимми
- Джон Шпаркс — Фермер, Битцер
- Амалия Витале — Лу-Ла, Ме-Ма
- Ричард Веббер — Ширли, Уб-До
- Дэвид Холт — Маггинс
- Кейт Харбор — Мама Тимми, Агент Ред
- Саймон Гринхолл — Близнецы
- Эмма Тейт — Хейзел
- Крис Морелл — Фермер Джон
- Энди Найман — Натс
- Джо Сагг — Доставщик пиццы

## Производство
14 сентября 2015 года компания StudioCanal анонсировала, что вместе со студией Aardman Animations начала работу над сиквелом полнометражного мультфильма «Барашек Шон». 25 октября было объявлено рабочее название картины — «Shaun the Sheep Movie 2», а также стало известно, что производство фильма начнется в январе 2017 года и режиссёром станет Ричард Старзак (снявший первую часть), но в ноябре 2018 года появилась информация о том, что руководить проектом, помимо Старзака, будут два сотрудника Aardman — Ричард Фелан и Уилл Бечер по причине желания собственников компании сохранить её независимость.

## Музыка
Музыку для фильма написал Том Хоу. Главная музыкальная тема называется LAZY (с англ. ленивый), её вместе исполнили группа The Vaccines и Кайли Миноуг. Саундтрек также включает в себя ремикс песни «Life’s a Treat», который исполнили втроём певица Надя Роуз, Марк Томас (автор музыки к сериалу) и Вик Ривз.

## Релиз
«Барашек Шон: Фермагеддон» был впервые выпущен в прокат в Германии (26 сентября 2019 года). В Великобритании он вышел 18 октября. Netflix приобрел права на показ фильма в начале 2020 года в США, Канаде и Латинской Америке. В российский прокат анимационная комедия вышла 23 января 2020 года.

### Маркетинг
В январе 2018 года было объявлено, что тизер фильма можно будет увидеть в кинотеатрах перед сеансом картины «Дикие предки» по всему миру (он раскрывал новое название и сюжет фильма). 7 декабря 2018 года компания Aardman Animations объявила в своих социальных сетях, что тизер-трейлер, а также дата проката картины будут обнародованы на грядущей неделе. Итого, тизер-трейлер был выпущен 11 декабря 2018 года, а 1 апреля 2019 года был опубликован первый официальный трейлер. 3 июля 2019 года в интернете появился второй трейлер. Первый локализованный трейлер фильма опубликовали в сети 27 ноября 2019 года, второй — 9 января 2020-го.

### Сборы
По состоянию на 22 ноября 2019 года фильм «Барашек Шон: Фермагеддон» заработал 29,8 миллиона долларов. Среди стран с наибольшей суммой выручки — Великобритания (8,4 млн долларов), Германия (6,1 млн долларов) и Франция (5,4 млн долларов). На данный момент «Барашек Шон: Фермагеддон» — 16-й в списке самых кассовых мультфильмов в мире, снятых при помощи технологии stop-motion.

### Критика
На сайте Rotten Tomatoes у фильма 97 % свежести, основанные на 33 рецензиях со средней оценкой 7,52 / 10.

## Видеоигра
В октябре 2019 года на игровой консоли Nintendo Switch была выпущена игровая адаптация фильма под названием «Home Sheep Home: Farmageddon Party Edition».